# Investiční fond
Investiční fond je instituce umožňující více investorům společné investování peněz s cílem finančního zisku. Investiční fond je právnická osoba, může mít různou právní formu, nejčastěji jde asi o akciovou společnost, která získává prostředky pro investování z úpisů akcií, které nakupují investoři (investor je tedy akcionářem). Základní členění je na fondy kolektivního investování a fondy kvalifikovaných investorů, v České republice je řídí zákonem č. 240/2013 Sb., o investičních společnostech a investičních fondech, přičemž specifickým investičním fondem je zahraniční investiční fond, který má sídlo v jiném státě než je Česká republika.
Investiční fond může spravovat majetek samostatně nebo může jeho obhospodařování svěřit investiční společnosti.

## Obecně o investičních fondech

### Členové fondu
Obvyklými osobami, které jsou součástí dění fondu jsou:
- Manažer fondu nebo investiční manažer, který řídí investiční rozhodnutí.
- Správce fondu, který spravuje obchodování, odsouhlasování, oceňování a jednotkové ceny.
- Představenstvo společnosti nebo správní rada, která chrání majetek a zajišťuje dodržování zákonů, předpisů a pravidel.
- Akcionáři, kteří vlastní (nebo mají práva) aktiv a s nimi související příjmy.
- Marketingová nebo distribuční společnost k propagaci a prodeji akcií.

### Omezená doba trvání
Investiční fond je zakládán na dobu určitou, během níž nemá fond povinnost od investora-akcionáře zakoupené akcie odkupovat. Investor ale může akcie investičního fondu prodat jinému investorovi a získat tak prostředky ještě před ukončením činnosti investičního fondu. Likvidita investic do investičních fondů je proto také menší než u investic do otevřených podílových fondů.

### Akcie
Množství akcií fondu se v průběhu existence fondu většinou nemění. Ceny akcií fondu podléhají i z tohoto důvodu větším výkyvům než podílové listy otevřených podílových fondů, protože jsou ovlivněny názorem investorů na úspěšnost jejich investiční činnosti. Rizikovost investic do tohoto fondu je proto vyšší než u otevřených podílových fondů.

### Čistá hodnota aktiv
Čistá hodnota aktiv je hodnota majetku fondu snížená o hodnotu jeho závazků. Metoda pro stanovení této hodnoty se liší v souvislosti s jurisdikcí a může být předmětem komplexního nařízení.

## Druhy fondů

### Fondy kolektivního investování
Fondem kolektivního investování může být:
- podílový fond, nebo
- akciová společnost.

Jde-li o akciovou společnost, je oprávněna shromažďovat peněžní prostředky od veřejnosti vydáváním akcií a následně provádět investování peněžních prostředků na základě investiční strategie na principu rozložení rizika ve prospěch vlastníků těchto akcií a další spravování tohoto majetku. Podílový fond je založen za účelem shromažďování peněžních prostředku od veřejnosti formou vydávání podílových listů a investování shromážděných peněžních prostředků na základě investiční strategie na principu rozložení rizika ve prospěch vlastníků podílových fondů a další správa tohoto majetku.
Fondy kolektivního investování se dále dělí na:
- standardní fondy - to jsou takové fondy, které splňují požadavky směrnice Evropského parlamentu a Rady, které upravují koordinaci předpisů v oblasti kolektivního investování. Tyto fondy jsou zapsané v příslušném seznamu vedené Českou národní bankou
- speciální fondy - to jsou takové fondy, které nesplňují požadavky směrnice Evropského parlamentu a Rady, které upravují koordinaci předpisů v oblasti kolektivního investování a nejsou zapsané v žádném seznamu vedeném Českou národní bankou

Standardním fondem, fondem kolektivního investování jako fondem peněžního trhu nebo fondem kolektivního investování investujícím do nemovitostí může být pouze otevřený podílový fond nebo akciová společnost s proměnným základním kapitálem.

### Fondy kvalifikovaných investorů
FKI je speciální typ investičních fondů určených pro zkušené a movité investory; investovat lze od jednoho milionu korun.
Investují do nemovitostí, průmyslových firem či skladů, ale třeba i zahraničních akcií či umění; jsou od roku 2010 regulovány ČNB, ale při tvorbě investiční strategie mají volnější pravidla.
FKI se dělí na otevřené fondy, jež průběžně umožňují vstup nových investorů; uzavřené fondy jsou přístupné jen užší skupině investorů. Obhospodařovatel naplňuje strategii fondu, řídí investice a rizika; administrátor má na starosti administrativu od vydávání a odkupu cenných papírů, jejich oceňování, účetnictví či reporting. Dále fond kvalifikovaných investorů musí mít alespoň jednoho depozitáře.
Depozitář zřizuje nebo vede peněžní účty fondu kolektivního investování u ČNB, tuzemské nebo zahraniční banky.
Z hlediska právní formy může být fondem kvalifikovaných investorů:
- podílový fond,
- svěřenský fond,
- komanditní společnost,
- společnost s ručením omezeným,
- evropská společnost, nebo
- družstvo.

Fondem kvalifikovaných investorů investujícím jako fond peněžního trhu nebo jako krátkodobý fond peněžního trhu může být pouze otevřený podílový fond nebo akciová společnost s proměnným základním kapitálem.
Fondy kvalifikovaných investorů jsou právnické osoby se sídlem v České republice, které jsou oprávněny shromažďovat peněžní prostředky nebo penězi ocenitelné věci od více kvalifikovaných investorů – vydáváním účastnických cenných papírů anebo tak, že se kvalifikovaní investoři stávají jejími společníky a následně provádějí společné investování shromážděných peněžních prostředků či penězi ocenitelných věcí na základě investiční strategie, založené na principu rozložení rizika a ve prospěch kvalifikovaných investorů a další spravování tohoto majetku. Je-li jím podílový fond, jeho hlavním účelem je shromažďování peněžních prostředků nebo penězi ocenitelných věcí od více kvalifikovaných investorů vydáváním podílových listů a společné investování peněžních prostředků na základě investiční strategie, založené na principu rozložení rizika, ve prospěch vlastníků podílových listů a další spravování tohoto majetku. Svěřenský fond může svým statutem určit více kvalifikovaných investorů jako obmyšlených, kteří jsou zakladateli tohoto fondu anebo toho, kdo zvýšil majetek tohoto svěřenského fondu smlouvou; může být také zřízen za účelem investování na základě určené investiční strategie, založené na principu rozložení rizika, opět ale ve prospěch obmyšlených.
Česká národní banka vydala upozornění, že dohled nad odbornou péčí ve fondech kvalifikovaných investorů z vlastního podnětu obvykle neprovádí.

## Aktivní a pasivní řízení
Cílem fondů je vydělat peníze investováním do aktiv a získat tak reálný výnos (tj. lepší než inflace). Metody používané pro investice se liší. Existují dva protikladné názory:
- Aktivní řízení – Aktivní manažeři jsou toho názoru, že selektivním nákupem v rámci finančního trhu je možno překonat trh jako celek. Proto používají dynamické portfoliové strategie nákupu a prodeje investic s měnícími se podmínkami trhu.
- Pasivní řízení – Pasivní manažeři věří, že je nemožné předpovědět, které jednotlivé podniky nebo část trhu bude dosahovat lepších výsledků než jiné a proto je jejich portfoliová strategie stanovena na počátku fondu a později se nemění. Mnoho pasivních fondů se snaží odrážet trh jako celek. Dalším příkladem pasivního řízení je metoda "koupit a držet", kde je portfoliová strategie stanovena též od počátku.

## Aspekty výkonnosti fondu
Při analýze investic jsou často používány k porovnání statistiky fondů. Tyto statistiky jsou často omezeny na jeden údaj představující aspekt výkonnosti fondu:
- Alpha představuje návratnost fondu, když je měřítko návratnosti 0. Ukazuje výkonnost fondu vůči měřítku a může prokázat hodnotu přidanou manažerem fondu. Čím vyšší „alpha“, tím lepší manažer. Alpha investiční strategie mají tendenci upřednostňovat metody výběru akcií k dosažení růstu.
- Beta představuje odhad, jak moc se fond bude pohybovat, jeho měřítko se pohybuje od 1 jednotky. Ukazuje citlivost fondu na změny na trhu. Beta investiční strategie mají tendenci upřednostňovat modely rozdělení aktiv k dosažení výnosu.
- R² je míra asociace mezi fondem a jeho měřítkem. Hodnoty se pohybují mezi 0 a 1. Dokonalou korelaci udává 1, žádný vztah značí 0. Je to užitečné při určování, zda manažer fondu zvyšuje přidanou hodnotu při investičních rozhodnutích.
- Směrodatná odchylka je měřítkem proměnlivosti výkonnosti fondu za určitou dobu. Čím vyšší číslo, tím větší proměnlivost výkonnosti. Vysoká historická proměnlivost může znamenat vysokou budoucí proměnlivost, tím se zvyšuje investiční riziko ve fondu.

## Legislativa
Podmínky vzniku a činnosti určuje zákon o kolektivním investování. Mezi podmínky povolení dohlížejícím orgánem mimo jiné patří, že každý fond musí mít statut a stanovy určující podrobně pravidla jeho činnosti a v souladu se zákonem.
Nejdůležitější obchodní informace o investičním fondu lze nalézt v tzv. prospektu, tedy stručném shrnutí nejdůležitějších informací o fondu a jeho zaměření. Informace o aktuální hodnotě akcií investičního fondu je fond povinen uveřejňovat nejméně jedenkrát za dva týdny způsobem, který umožňuje dálkový přístup. Nejčastěji jsou informace poskytovány webovými prezentacemi na internetu. Strukturu majetku fondu, která poskytuje investorům informaci o způsobu investování fondu, musí investiční fond zveřejňovat nejméně jednou za měsíc.
Tuzemská legislativa rozlišuje mezi standardním a speciálním investičním fondem. Investor, který se rozhodne pro některou z forem kolektivního investování a vybere si fond se specifickým zaměřením, si může vybrat typ aktiv, do kterých budou jeho prostředky investovány a tímto výběrem si stanoví sám míru rizika, kterou je ochoten přijmout.

### Investiční společnost
Investiční společnost je právnická osoba, jejímž předmětem podnikání je kolektivní investování spočívající:
a) ve vytváření a obhospodařování podílových fondů, a nebo
b) v obhospodařování investičních fondů na základě smlouvy o obhospodařování.
Investiční společnost tedy spravuje vlastní podílový fond (jeho majetek), nebo investiční fond podle smlouvy. 
V prosinci 2020  evidovala ČNB celkem 39 investičních společností a zahraničních investičních společností poskytujících přeshraniční služby v ČR a další společnosti pro portfolio management a kvalifikované fondy.

## Náklady
Poplatky se platí při nákupu a prodeji akcií. Nákladem může být i záporný rozdíl mezi cenou nákupu a prodeje. Manažer fondu, který řídí investiční rozhodnutí jménem investorů zajisté očekává odměnu. Ta je často převzata přímo z majetku fondu jako fixní procento každý rok, někdy jako variabilní poplatek související s výkonem. Pokud se investorovi podařily vlastní investice, jejich cena by se neměla započítávat do manažerovy odměny. Jako součást fondu jsou často brány náklady na poradenství poskytnuté makléřem nebo finančním poradcem označované jako provize. Je ale také možné zakoupit akcie přímo od poskytovatelů, aniž by investor musel platit tyto provize.

## Rozmanitost a riziko
Jednou z hlavních výhod kolektivního investování je snížení investičního rizika rozmanitostí. Investice do jediného vlastního kapitálu se sice může vydařit, ale může se též zhroutit kvůli nutným investicím nebo z jiných důvodů. Pokud jsou peníze investovány v takovém neúspěšném hospodářství, je možné přijít i o celý kapitál. Investováním do řady různých akcií se tedy sníží kapitálové riziko.
V případě, že jsou akcie v podobném typu třídy aktiv nebo tržního sektoru, pak je zde riziko, že by mohly být všechny akcie ovlivněny nepříznivými změnami na trhu. Aby se předešlo tomuto riziku, mohou investiční manažeři rozšířit investice do různých tříd aktiv.